# تاميلا مان
تاميلا مان (بالإنجليزية: Tamela Mann)‏ هي مغنية وممثلة أمريكية، ولدت في 9 يونيو 1966 بفورت وورث في الولايات المتحدة.

## أعمال

### أفلام
- (2009) ماديا ذهبت إلى السجن

## وصلات خارجية
- تاميلا مان على موقع IMDb (الإنجليزية)
- تاميلا مان على موقع ألو سيني (الفرنسية)
- تاميلا مان على موقع ميوزك برينز (الإنجليزية)
- تاميلا مان على موقع أول موفي (الإنجليزية)
- تاميلا مان على موقع إن إن دي بي (الإنجليزية)
- تاميلا مان على موقع أول ميوزيك (الإنجليزية)
- تاميلا مان على موقع ديسكوغز (الإنجليزية)
- تاميلا مان على موقع قاعدة بيانات الفيلم (الإنجليزية)
- تاميلا مان على موقع كينوبويسك (الروسية)